# Micrathyria venezuelae
Micrathyria venezuelae – gatunek ważki z rodziny ważkowatych (Libellulidae). Występuje na terenie Ameryki Południowej.